# 苋属
苋属（学名：Amaranthus）植物是一类分布广泛的草本植物，包含了大约70个种，常统称为野苋菜。其普遍特征是花序和叶子会呈现出不同程度的紫红色到金色。该属有一些种被认为是有危害的杂草，而另一些则是世界各地广泛食用的叶菜，粮食或是观赏植物。部分种类在外形和用途上与临近属青葙属中的一些成员相似，其归属仍未有定论。
属名Amaranthus源于希腊语amarantos（不凋落的）和anthos（花）的合成词，指本属植物具色苞片不去色。

## 分类学
苋属植物在形态学上的多样性比较显著，即使在特定种的内部也可以有明显的形态差异。虽然苋科的划分在分类上是比较清楚的，被归为苋属的种类则缺乏明晰的共同特征。 这使得苋属的划分被分类学家普遍认为是比较困难的。
目前的观点认为苋属包含了3个亚属和约70个种，尽管种的具体数目因为杂交种的缘故比较难于确定。 根据Mosyakin & Robertson在1996年发表的研究，苋属的三个亚属包括：Amaranthus（同株亚属），Acnida（异株亚属）和Albersia（?）。

## 下属物种
本属包括以下物种：
- 白苋 Amaranthus albus
- 北美苋 Amaranthus blitoides
- 布氏苋 Amaranthus bouchonii Thell.，产自欧洲[6]
- 尾穗苋 Amaranthus caudatus
- 绿穗苋 Amaranthus hybridus
- 千穗谷 Amaranthus hypochondriacus
- 凹头苋 Amaranthus lividus
- 苋菜 Amaranthus mangostanus
- 繁穗苋 Amaranthus paniculatus
- 鲍氏苋 Amaranthus powellii S. Watson，产自美国西南部[6]
- 反枝苋 Amaranthus retroflexus
- 腋花苋 Amaranthus roxburghianus
- 刺苋 Amaranthus spinosus
- 苋 Amaranthus tricolor
- 皱果苋 Amaranthus viridis

## 用途

### 作为谷物
在亚洲和美洲的部分地区，人们耕种某些种类的苋属植物以食用其种子。这些种类有着高产，耐旱，易于收获和营养丰富的优点。

### 作为蔬菜
在很多地方，苋属植物的一些种类也被作为蔬菜来种植和食用。其中至少包括：三色苋、凹头苋和反枝莧。
在印度尼西亚和马来西亚，苋菜的叶子被称为bayam,而在菲律宾的塔加洛语中，这类植物叫作kulitis或者callaloo。成熟的苋菜的根也是很好的蔬菜，常常和西红柿或者罗望子做的卤汁一起烹制。在中国，苋菜的叶子和茎常被用于炒着吃或者入汤。在越南，苋属植物被称为rau dền，主要用于做汤。其中有两个种类最为常见，分别叫作dền đỏ（三色苋）和dền cơm（或者dền trắng）（皱果苋）。 
在东非，苋的叶子在齐切瓦语中被称为Bonongwe，在斯瓦希里语中叫mchicha，在卡姆巴语中叫Telele,在使用班图语支的乌干达地区被称作Doodo。 有时一些医生会为低红细胞比容（常见于如镰刀型红血球疾病等引起的贫血）的人推荐食用苋类植物作为食物。在西非地区，苋类植物也是一种很常见的蔬菜，在约鲁巴语里叫作efo tete或者arowo jeja。 在加勒比地区，苋菜的叶子常用于一种叫callaloo的菜肴中。
在希腊，希腊苋（皱果苋）被用于一种叫作vlita或者vleeta的很常见的菜品中。在这种做法中，苋菜的叶子被煮熟，然后加橄榄油和柠檬拌成沙拉，通常和炸鱼一起供应。在斯里兰卡，苋菜被称为Koora Thampala，和米饭一起食用。

### 作为染料
在北美的的霍比族人使用某些苋属植物的花作为一种深红色自然染料的来源。另外一种人工合成的染料因为颜色相近也被命名为"amaranth"（即“苋属植物”）。

### 作为观赏植物
苋属同样包含了一些著名的作为观赏植物的种类。比如尾穗苋，这是一个原产自印度的一年生种类，会开出漂亮的紫色小花，聚在一起形成穗状花序。另一称为千穗谷的种类，其披针形叶片有着紫色的上表皮，叶脉十分明显，深红色的花朵聚成向上直立的穗状花序。

### 营养价值
苋属植物通常是很好的维生素和矿物质的来源，包括丰富的维生素A，维生素K，维生素B6，维生素C，核黄素，叶酸，钙，磷，钾，铁，镁，锌，铜和锰等营养物质。苋类植物的种子，与藜麦和荞麦一样，是不多见的含有全套20种氨基酸的食物。 而且其所含的蛋白质不包含面筋，因此可以作为面筋过敏的人群的替代主食。
一些研究表明苋类植物的种子或其制成的油或许对预防高血压和心血管疾病有帮助，长期摄入可能有益于降低血压和血脂。

## 外部連結
- 野莧菜 Yexiancai （页面存档备份，存于） 藥用植物圖像數據庫 (香港浸會大學中醫藥學院) （繁體中文）（英文）